# Leopoldine Fuhrich
Leopoldine Fuhrich (30 juli 1898, Salzburg - 23 mei 1926, ) was onderwijzeres en amateurspeleologe. Zij deed onderzoek naar karstverschijnselen in onder meer Oostenrijkse grotten.

## Biografie
Leopoldine Fuhrich werd geboren in Salzburg, waar zij na de basisschool onderwijs volgde op het Lyceum voor meisjes. Haar ouders waren Alfred en Leopoldine Fuhrich.
In 1920 begon zij haar studie filosofie aan de Universiteit van Wenen. Verder had zij interesse in zoölogie, botanie, mineralogie, petrografie en pedagogie.
Vanaf 1925 gaf zij les in Natuurlijke historie en Lichamelijke opvoeding op de middelbare Hietzinger Mädchen-Reform Realgymuasium in Wenen. Zij was erg sportief en beoefende intensief bergsport en skiën.

### Speleologie

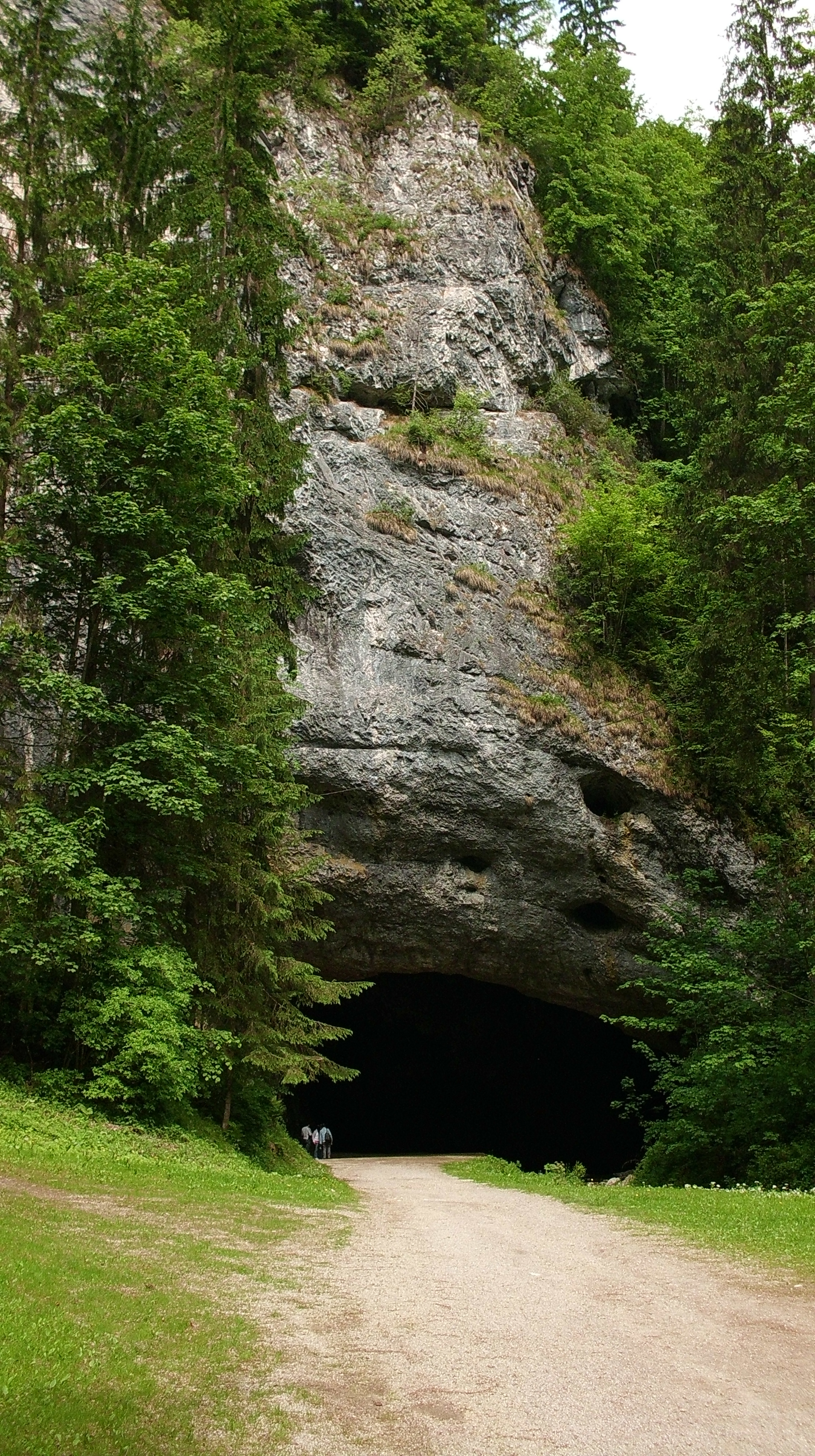
Lurgrotte Semriach

Na de Eerste Wereldoorlog ontstond de tendens dat vrouwen zich ook bezighielden met speleologie, over het algemeen werden ze echter vaak meer gezien als huishoudelijke hulp dan als volwaardig lid.
Tekenend hiervoor is dat op foto's de vrouwelijke deelnemers niet zijn te zien of ergens op de achtergrond, ook de kleding was nog een heikel punt.
Fuhrich was dan ook een van de eerste vrouwen die daadwerkelijk deelnam aan grotonderzoek, zij nam onder meer deel aan de verkenning van de Eisriesenwelt in 1919.
Vanaf 1919 werd zij lid van de Landesverein für Höhlenkunde in Wien und Niederösterreich en in 1920 van de Landesverein für Höhlenkunde in Salzburg, waar zij meerdere bestuursfuncties (secretaris, 2e assessor) vervulde.
In Oostenrijk deed zij onderzoek in samenwerking met de gebroeders Robert en Friedrich Oedl.
Buiten Oostenrijk werkte zij mee aan onderzoeken in Slovenië (Grotten van Škocjan), in 1923 en 1924 in Moravië (tot 1928 Duitsland).
Eveneens in 1923 in Frankrijk, Brazilë en in 1925 Ierland
In mei 1926 onderzocht zij samen met het team van de grotonderzoeker Hermann Bock ( 9 februari 1882, Brünn - 2 januari 1969, Grazz) de onbekende delen van de Lurgrotte.
Na de verkenning van een nog niet in kaart gebracht gang begon zij als eerste via een touwladder de afdaling van een 40 m hoge steile wand.
Zij verloor daarbij de grip en stortte 18 meter omlaag en overleed tijdens de reddingspoging aan haar verwondingen. Haar graf is op de Kommunalfriedhof in Salzburg.

### Gedenktekens

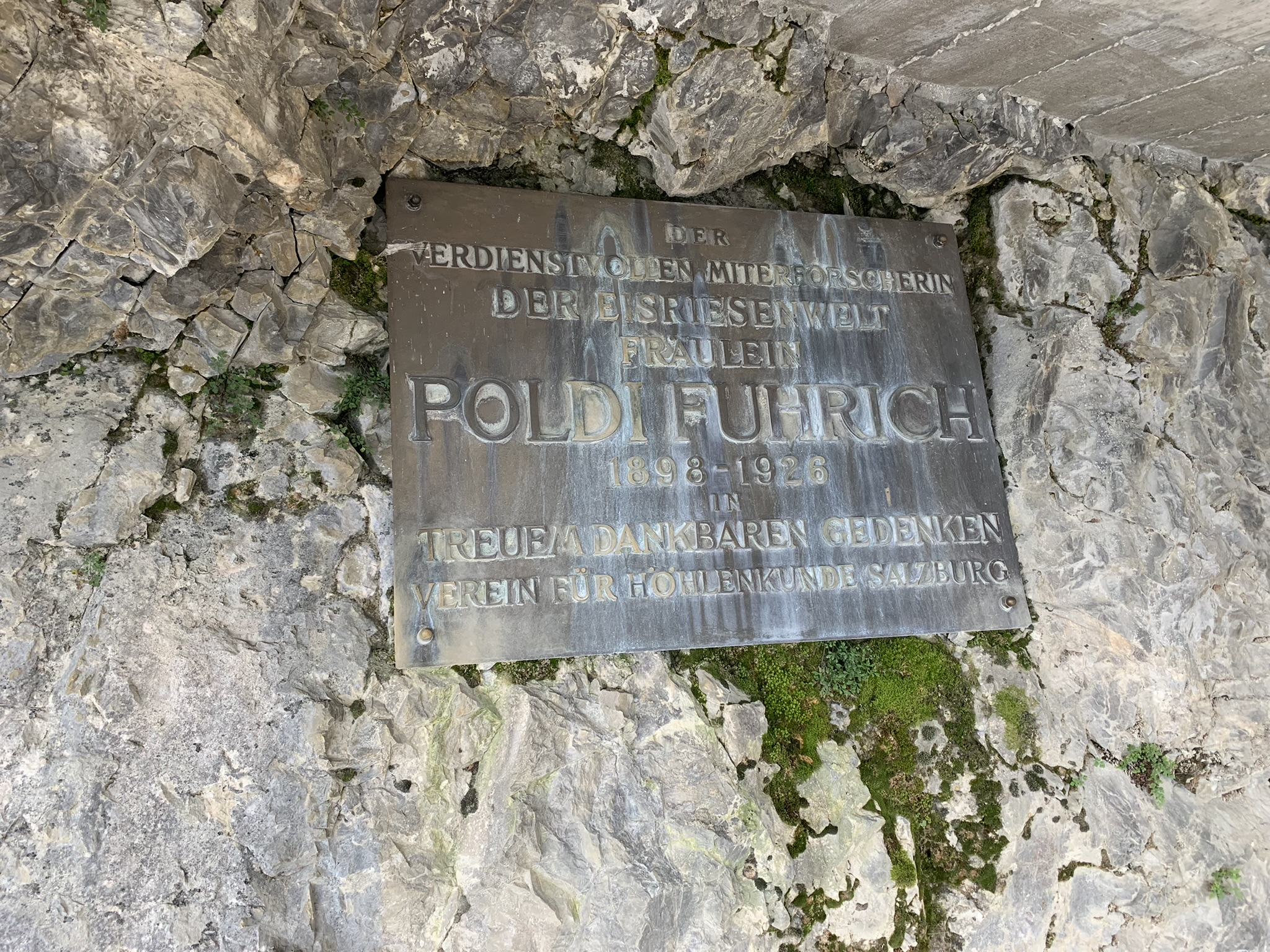
Gedenkplaat Eisriesenwelt

- Bij de Poldi-Brunnen bij de ingang van de Eisriesenwelt.
- Poldi-Dom in de Eisriesenwelt is naar haar vernoemd.
- Bij de Geisterschacht in de Lurgrotte waar zij verongelukte.
- Poldi-Fuhrich-Dom in de Lurgrotte is eveneens naar haar vernoemt.

## Wetenswaardigheden
- Ter ere van Fuhrich werd door het Verband Österreichischer Höhlenforscher de Poldi Fuhrich Award ingesteld. De prijs wordt (sinds 2010) uitgereikt aan jonge speleologen voor "kwalitatief goed werk op het gebied van speleologie, documentatie van grotten en pr".
- De woning waar Fuhrich in 1926 in Salzburg woonde (Millergasse 11) werd in de oorlog zwaar beschadigd en in de jaren 1966 - 1968 volledig gerenoveerd.
- Haar ouders runden een pension (Privat Hotel) Schreiner-Rodr op de hoek van de Paris Lodronstratze en de Wolf Dietrichstrasse, in 1926 woonden ze echter elders.
- De Geisterschacht waar ze verongelukte is na een grote overstroming in 1975 niet meer toegankelijk, herstel van de toegang is te kostbaar, de verbinding tussen de Semriacher en Pegauer grot is hierdoor verrbroken.[1]